# 金春三
金 春三（キム・チュンサム、朝鮮語: 김춘삼）は、朝鮮民主主義人民共和国の軍人、政治家。朝鮮人民軍第1副総参謀長兼作戦局長、朝鮮労働党中央委員会委員などを歴任した。朝鮮人民軍における軍事称号（階級）は上将。

## 経歴
出生地や生年月日は不明。2000年10月9日に朝鮮人民軍中将に昇進し、2009年3月9日に実施された最高人民会議第12期代議員選挙で代議員に、2010年9月28日に開催された朝鮮労働党第3回党代表者会で朝鮮労働党中央委員会委員候補に選出された。この時の軍職は不明。2011年12月17日に金正日総書記が死去した際には、国家葬儀委員会委員に選ばれた。
2012年2月14日の金正日総書記の誕生日である「光明星節」に際して、金正日勲章を受賞した。2014年3月9日に実施された最高人民会議第13期代議員選挙で代議員に再選され、2015年1月に朝鮮人民軍第1副総参謀長兼作戦局長に任命されたが、同年7月に解任されていたことが判明した。